# Erzhausen (Einbeck)
Erzhausen ist eine Ortschaft der Stadt Einbeck im südniedersächsischen Landkreis Northeim.

## Geographie

### Lage
Erzhausen, eine aus zwei Ortslagen bestehende Ortschaft, befindet sich im nordöstlichen Teil der Stadt Einbeck. Das Dorf ist im Leinetal wenige hundert Meter westlich vom Fluss Leine entfernt gelegen. Die andere Ortslage ist östlich vom Fluss. Dort am Ufer ist mit 99 m ü. NHN der tiefste Punkt im Landkreis Northeim.

### Gliederung
- Dorf Erzhausen (Hauptort)
- Siedlung Leinetal (Ortslage)

## Geschichte
Im Jahre 1197 wurde Erzhausen erstmals vom Papst Coelestin III. als Erdishusen erwähnt. Erzhausen ist eine Klostergründung von Zisterziensermönchen des Klosters Amelungsborn.
Das genaue Jahr der Errichtung des Außenhofes in Erzhausen lässt sich nicht genau feststellen, weil vor dem 1271 und 1272 in mehreren Urkunden als magister curiae Erdishusen genannten Laienbruder Johann kein Vorstand des dortigen Haushalts namhaft gemacht und der Hof auch sonst nicht erwähnt wurde. Als spätere Vorstände des Hofes kommen urkundlich noch die Laienbrüder Dietrich 1283 und 1285 und Johann von Stendal 1303 vor. Von der schon vorher existierenden Siedlung Eddingehusen erwarb das Kloster Amelungsborn die Besitzungen auf dem Gebiet des heutigen Erzhausens. Das Kloster erweiterte ständig den Besitz des Außenhofes Erzhausen. Im Jahre 1271 wurde der Zehnte angekauft. Wie auch in anderen Gegenden in Norddeutschland ließen sich im 12. Jahrhundert niederländische Kolonisten in der Gegend um Erzhausen nieder.
Durch Neuanlage von Bauernhöfen wurde ab dem 15. Jahrhundert der Klosterhof mit seinen Besitzungen in Erzhausen stark geschwächt, und im 16. Jahrhundert sind fast alle Flächen von Erzhausen und dem untergegangenen Dorf Eddingehusen im Besitz der vier Ackerleute, sechs Groß- und fünf Kleinköther nach Meierrecht übergegangen. Bei dem auch eine Kapelle aufweisenden Klosterhof wurden nur noch 16 Morgen Land und 31 Morgen Wiesen bewirtschaftet.
Im Zuge der Gebietsreform in Niedersachsen, die am 1. März 1974 stattfand, wurde die zuvor selbständige Gemeinde Erzhausen in die Gemeinde Kreiensen eingegliedert. Als Teil dieser Gemeinde wurde Erzhausen am 1. Januar 2013 eine Ortschaft der neugebildeten Stadt Einbeck.

## Politik

### Ortsrat
Der Ortsrat von Erzhausen setzt sich aus fünf Ratsmitgliedern zusammen:
- Freie Wählergemeinschaft (FWG) Erzhausen/Leinetal: 5. (Stand: Kommunalwahl 2021)

### Ortsbürgermeister
Die Ortsbürgermeisterin ist seit 21. November 2016 Petra Bohnsack (FWG).

### Wappen
Das Wappen von Erzhausen zeigt im blauen Schilde einen silbernen (weißen) Fels. Der Fels ruht auf einem goldenen (gelben) Berg.

## Kultur und Sehenswürdigkeiten
Im Ort gibt es drei Sakralbauten. Als Anbau aus Fachwerk wurde 1708 ein Kapellenraum errichtet, der 1711 geweiht wurde. Der unter Denkmalschutz stehende Raum ist seit dem 20. Jahrhundert ungenutzt, nachdem sowohl im Dorf Erzhausen als auch in der Ortslage Leinetal neue Kirchenbauten fertiggestellt wurden. Die früher nach Greene eingepfarrte Gemeinde gehört heute im Pfarrverband Kreiensen der Propstei Gandersheim-Seesen an, die 2017 aus der Propstei Bad Gandersheim und der Propstei Seesen entstand.
Westlich des Dorfes befinden sich die Selterklippen.

## Wirtschaft und Infrastruktur
Im Norden der Ortschaft und am Fuß des Selters liegt das 16 Hektar große Unterbecken des Pumpspeicherkraftwerks Erzhausen.

## Bildergalerie

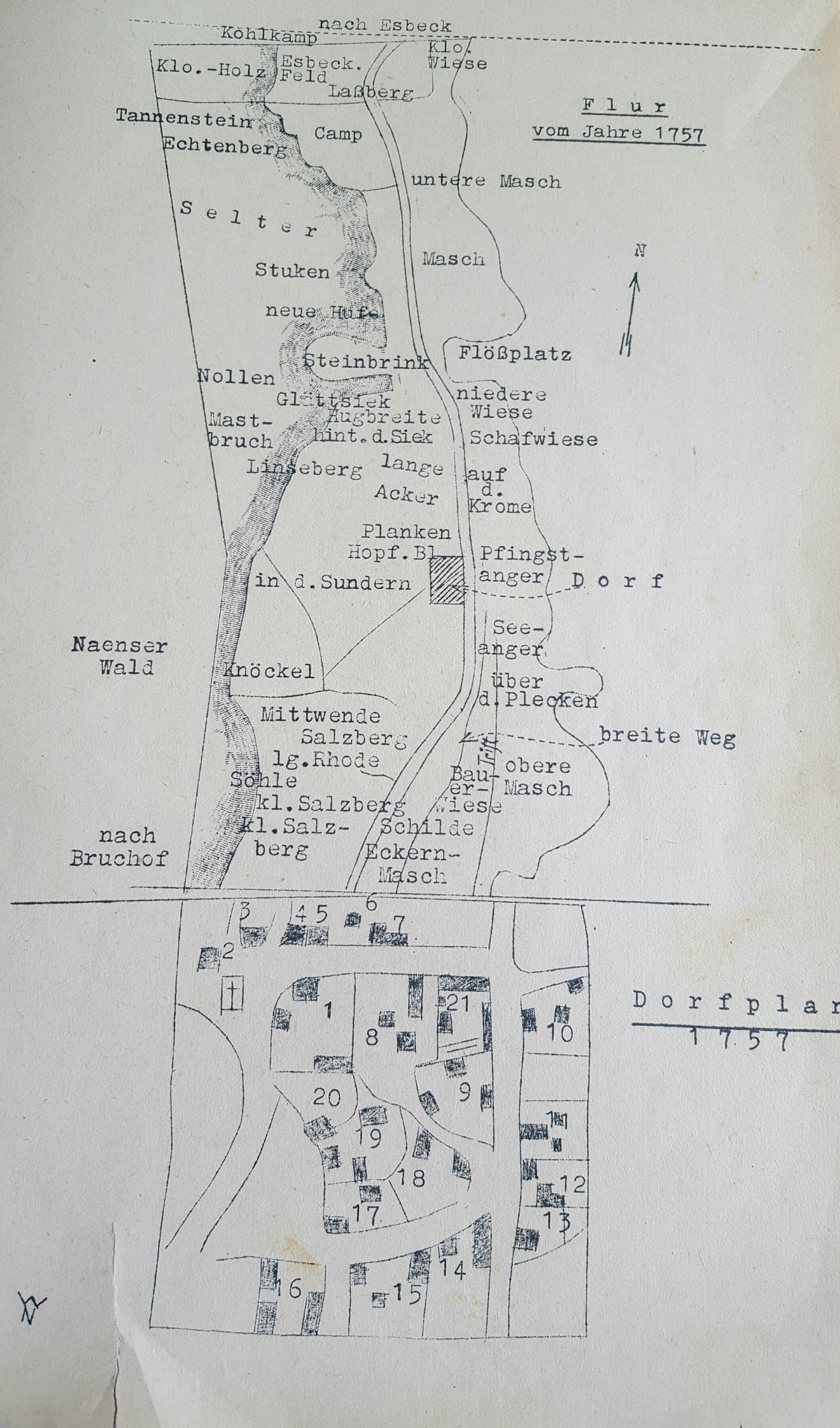
Dorfplan von 1757
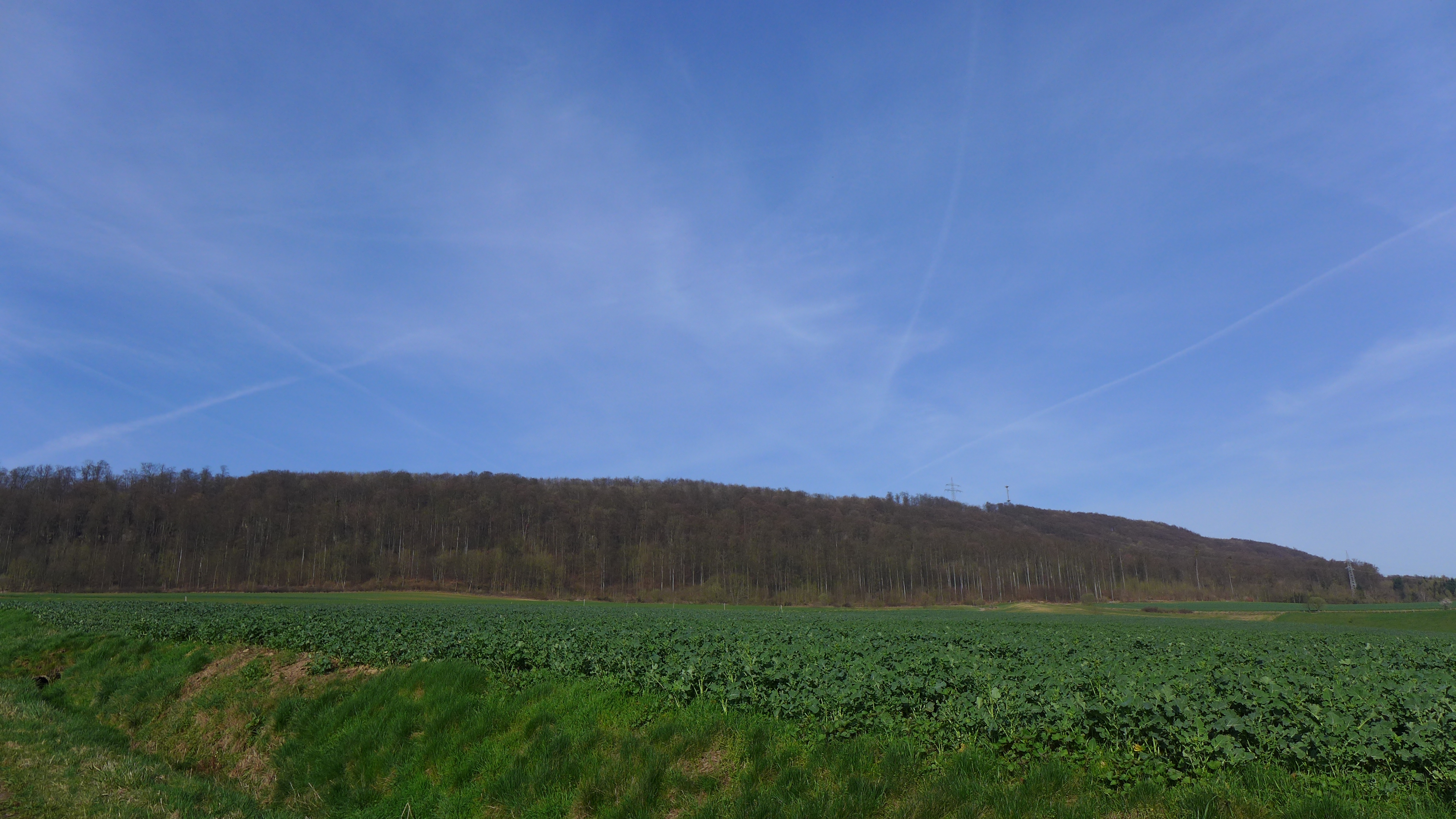
Selter Höhenzug (2020)
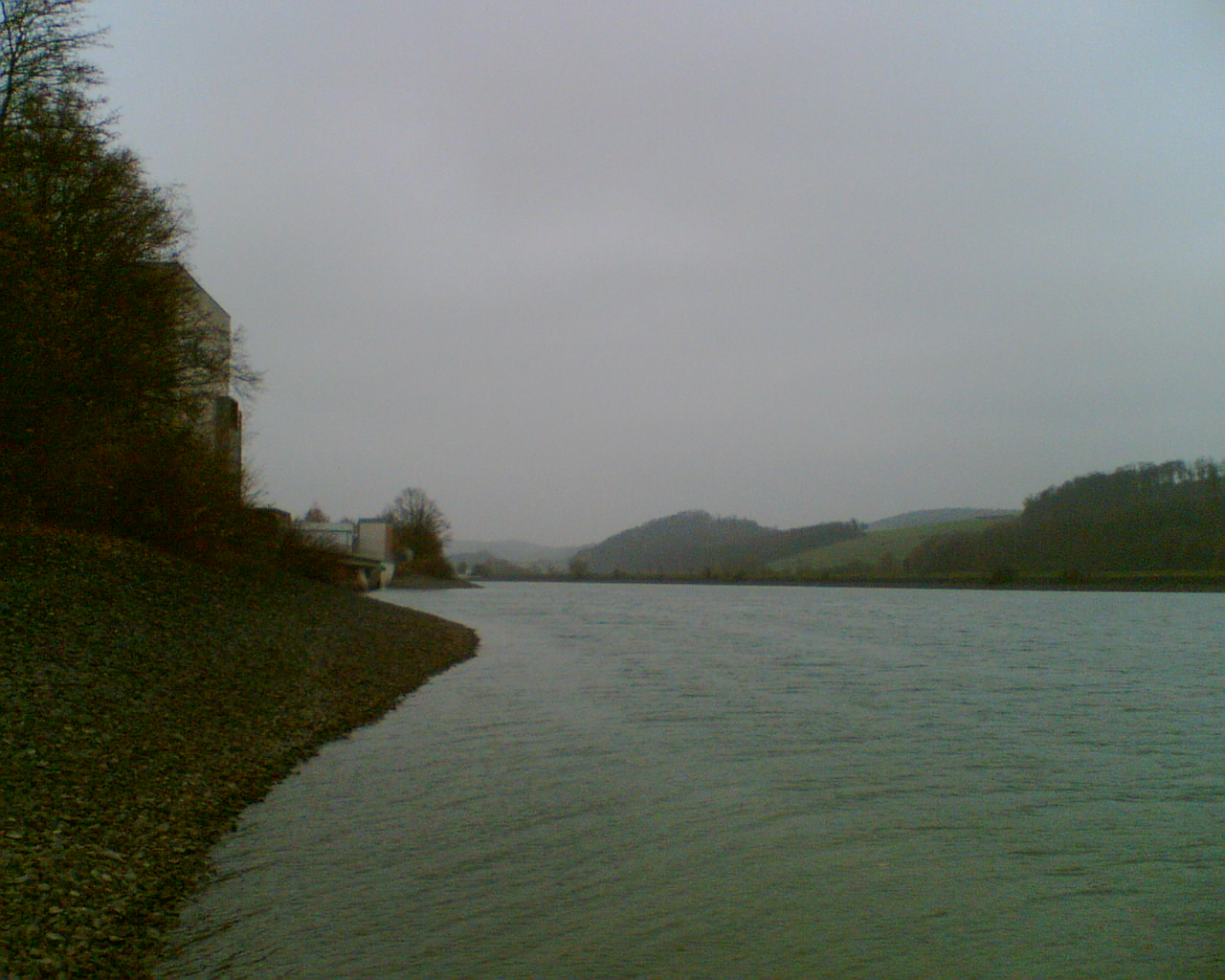
Unterbecken (2021)